# George Nussbaumer
George Nussbaumer (født 23. maj 1963) er en østrigsk sanger, som repræsenterede Østrig ved Eurovision Song Contest 1996 med sangen "Weil's dr guat got", som blev fremført på dialekten vorarlbergisch. George Nussbaumer blev født blind. 